# 小行星8779
小行星8779是一颗围绕太阳公转的小行星。1971年10月26日，盧波什·科胡特克在汉堡发现了此天体。
这颗小行星的绝对星等为254.6784132858768等。